# جک کربی
جیکوب کارتزبرگ (به انگلیسی: Jacob Kurtzberg) معروف به جک کربی (به انگلیسی: Jack Kirby) نویسنده، ویراستار، منتشرکننده و طراح کتاب کمیک آمریکایی بود. او به همراه استن لی و چند طراح دیگر شخصیت‌های زیادی از جمله کاپیتان آمریکا، چهار شگفت‌انگیز، سیلور سرفر، مردان ایکس، هالک، دارک ساید و قاطی پاتی را خلق کرده‌است.